# Підводні човни типу «Коббен»

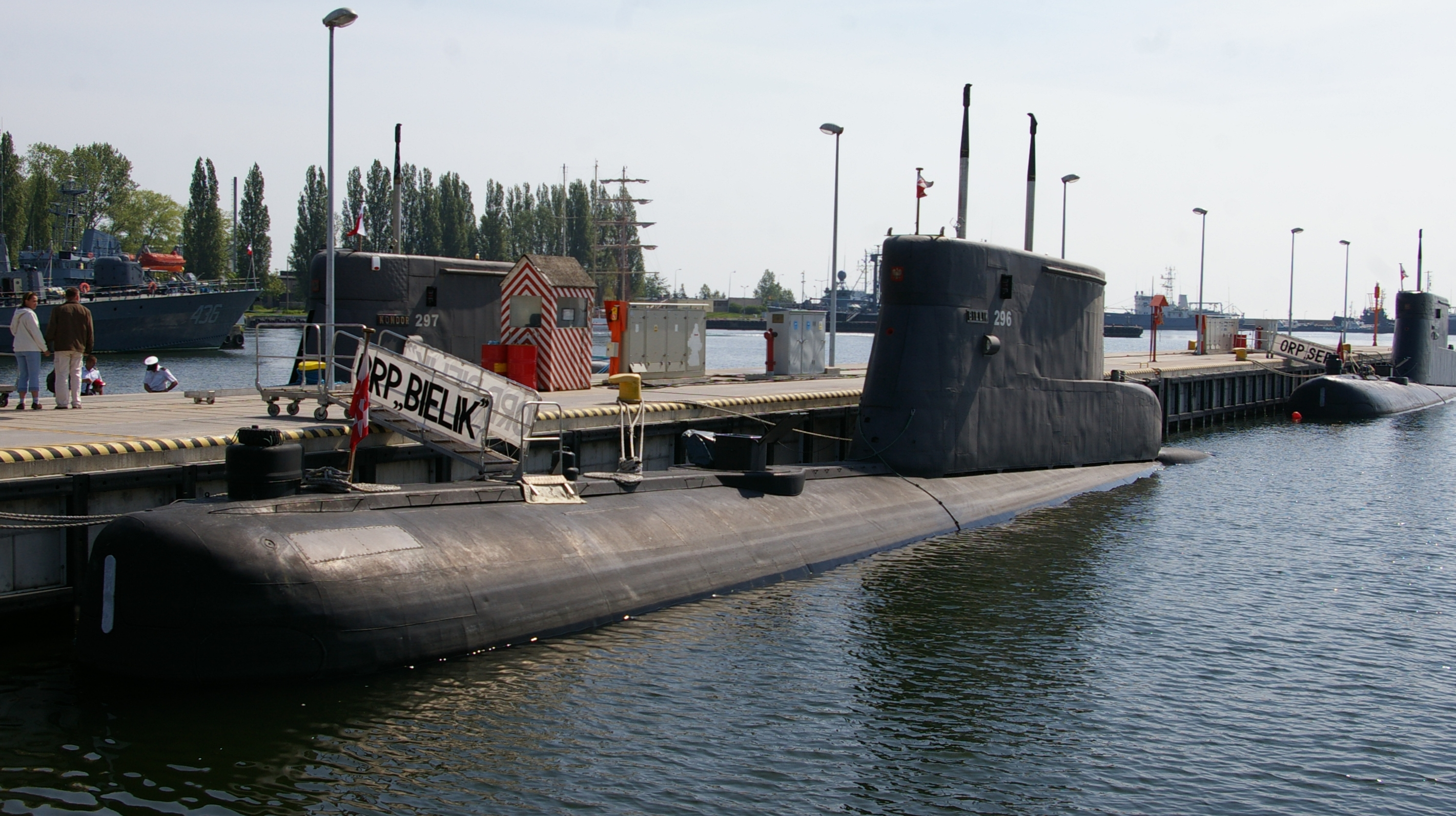
Підводні човни "Бєлік"" та "Семп" ВМС Польщі

Підводні човни типу «Коббен» (типу 207, норв. Kobben-klassen) — серія норвезьких дизель-електричних підводних човнів 1960-х років. Були модернізованою версією німецьких підводних човнів типу 205. Всього в 1961–1967 роках на верфях Nordseeverke, за фінансової допомоги США, було побудовано 15 представників цього типу. Підводні човни типу «Коббен» залишалися на озброєнні ВМС Норвегії до 1990-х років, коли їх замінили сучасними підводними човнами типу «Ула», частину пустили на злам, а частину — передали Данії та Польщі, де вони все ще стоять на озброєнні.

## Цікавий факт
11 вересня 1995 року Солвейг Крей прийняла командування підводним човном KNM Kobben (S318), головним судном свого типу у Військово-морських силах Норвегії, ставши першою у світі жінкою-командиром підводного човна і першою жінкою-командиром в історії норвезького флоту.